# Organisation der Naturisten in der Schweiz
Die Organisation der Naturisten in der Schweiz (ONS; bis 1938; Schweizer Lichtbund) ist eine Organisation der Freikörperkultur in der Schweiz. Die Geschäftsstelle befindet sich in Gampelen BE.

## Geschichte
Die Organisation wurde 1927 von Eduard Fankhauser politisch und konfessionell neutral gegründet. Ab 1938 hiess sie Organisation der Naturisten in der Schweiz (ONS). Sie strebte Gesundheitssport, die Pflege des Geistes, Vegetarismus, Tabak- und Alkoholabstinenz an. Zwischen 1926 und 1944 sorgte die Organisation in der Schweiz mit zwölf Prozessen für das „Recht auf den nackten Körper“ für Publizität. 1937 wurde ein Naturistengelände in Thielle eingerichtet. 1928 gründete die Organisation die Zeitschrift Die neue Zeit, worauf die Mitgliederzahl bis 1948 auf 2'500 anwuchs. 1956 trennte sich ein Mitgliederteil unter Carl Frank von der Organisation der Schweizer Naturisten wegen persönlichen und ideologischen Unterschieden, und gründete die Schweizer Naturisten-Föderation (SNF). 1961 wurde durch die ONS eine gleichnamige Stiftung gegründet, welche eine gesunde Freizeitgestaltung im Lebensreformsinn anstrebte. Die ONS und die SNF wurden in der Schweizer Naturistenunion zusammengefasst. Diese zählte 2003 etwa 10'000 aktive Mitglieder und ist Mitglied der Internationalen Naturisten-Föderation.